# شاين غيراغتي
شاين غيراغتي (بالإنجليزية: Shane Geraghty)‏ هو لاعب اتحاد الرغبي بريطاني، ولد في 12 أغسطس 1986 في كوفنتري في المملكة المتحدة.

## وصلات خارجية
- شاين غيراغتي عل موقع إسبنسكروم (الإنجليزية)
- شاين غيراغتي على موقع ItsRugby.co.uk (الإنجليزية)